# Averievit
Averievit ist ein sehr selten vorkommendes Mineral aus der Mineralklasse der „Phosphate, Arsenate und Vanadate“ mit der idealisierten chemischen Zusammensetzung Cu5O2(VO4)2·CuCl2 und damit chemisch gesehen Kupfer-Vanadat mit zusätzlichen Sauerstoff- und Chlorionen.
Averievit kristallisiert im trigonalen Kristallsystem, konnte bisher aber nur in Form winziger, pseudohexagonaler Kristalle bis etwa 0,3 mm Größe entdeckt werden. Das Mineral ist vollkommen undurchsichtig (opak) und zeigt auf den Oberflächen der schwarzen Kristalle einen harz- bis metallähnlichen Glanz.

## Etymologie und Geschichte
Erstmals entdeckt wurde Averievit in Mineralproben, die nach der großen Spalteneruption an den Fumarolen des Tolbatschik auf der Halbinsel Kamtschatka im russischen Föderationskreis Ferner Osten gesammelt wurden. Die Analyse und Erstbeschreibung erfolgte durch Lidija Pawlowna Wergassowa, G. L. Starowa, Stanislaw K. Filatow, V. V. Anan’ev, die das Mineral nach dem russischen Vulkanologen Waleri Wiktorowitsch Aweriew (englisch: Valerii Viktorovich Averiev; russisch: Валерий Викторович Аверьев; 1929–1968) benannten.
Das Mineralogenteam um Vergasowa reichte ihre Untersuchungsergebnisse und den gewählten Namen 1995 zur Prüfung bei der International Mineralogical Association (interne Eingangs-Nr. der IMA: 1995-027), die den Averievit als eigenständige Mineralart anerkannte. Die Publikation der Erstbeschreibung folgte 1998, nachdem V. A. Zharikov die Arbeit am 21. Februar 1996 präsentiert hatte.
Die Kristallstruktur wurde erstmals 1997 durch G. L. Starowa, S. V. Kriwowitschew, V. S. Fundamensky und Stanislaw K. Filatow entschlüsselt, allerdings 2015 nach weiteren Untersuchungen von Kriwowitschew, Filatov und Wergasowa korrigiert und verfeinert.
Das Typmaterial des Minerals wird in der Mineralogischen Sammlung der Staatlichen Bergbau-Universität Sankt Petersburg (ehemals Staatliches Bergbauinstitut) in Sankt Petersburg unter der Katalog-Nr. 2102/2 aufbewahrt.

## Klassifikation
Da der Averievit erst 1995 als eigenständiges Mineral anerkannt wurde, ist er in der seit 1977 veralteten 8. Auflage der Mineralsystematik nach Strunz noch nicht verzeichnet. Einzig im Lapis-Mineralienverzeichnis nach Stefan Weiß, das sich aus Rücksicht auf private Sammler und institutionelle Sammlungen noch nach dieser alten Form der Systematik von Karl Hugo Strunz richtet, erhielt das Mineral die System- und Mineral-Nr. VII/B.07-15. In der „Lapis-Systematik“ entspricht dies der Klasse der „Phosphate, Arsenate und Vanadate“ und dort der Abteilung „Wasserfreie Phosphate, mit fremden Anionen F,Cl,O,OH“, wobei in den Gruppen VII/B.02 bis 19 die Minerale mit mittelgroßen Kationen Mg-Mn-Fe-Cu-Zn in der Verbindung eingeordnet sind. Averievit bildet hier zusammen mit Coparsit, Dmisokolovit, Ericlaxmanit, Fingerit, Katiarsit, Kozyrevskit, Melanarsit, Popovit, Shchurovskyit, Starovait, Stoiberit, Urusovit und Yaroshevskit eine eigenständige, aber unbenannte Gruppe (Stand 2018).
Die von der International Mineralogical Association (IMA) zuletzt 2009 aktualisierte 9. Auflage der Strunz’schen Mineralsystematik ordnet den Averievit ebenfalls in die Abteilung der „Phosphate usw. mit zusätzlichen Anionen; ohne H2O“ ein. Diese ist allerdings weiter unterteilt nach relativen Größe der beteiligten Kationen und dem Stoffmengenverhältnis der zusätzlichen Anionen (OH usw.) zum Phosphat-, Arsenat bzw. Vanadatkomplex (RO4), so dass das Mineral entsprechend seiner Zusammensetzung in der Unterabteilung „Mit ausschließlich mittelgroßen Kationen; (OH usw.) : RO4 ≤ 1 : 1“ zu finden ist, wo es als einziges Mitglied die unbenannte Gruppe 8.BB.85 bildet.
Auch die vorwiegend im englischen Sprachraum gebräuchliche Systematik der Minerale nach Dana ordnet den Averievit in die Klasse der „Phosphate, Arsenate und Vanadate“ und dort in die Abteilung der „Wasserfreie Phosphate etc., mit Hydroxyl oder Halogen“ ein. Hier ist er zusammen mit Stoiberit in der unbenannten Gruppe 41.04.05 innerhalb der Unterabteilung „Wasserfreie Phosphate etc., mit Hydroxyl oder Halogen mit (AB)5(XO4)2Zq“ zu finden.

## Kristallstruktur
Averievit kristallisiert in der trigonalen Raumgruppe P3m1 (Raumgruppen-Nr. 164) mit den Gitterparametern a = 6,3778(2) Å und c = 8,3966(3) Å sowie einer Formeleinheit pro Elementarzelle.

## Bildung und Fundorte
Averievit bildet sich als Sublimationsprodukt aus vulkanischen Gasen an Fumarolen. Als Begleitminerale können unter anderem Alarsit, Alumoklyuchevskit, Fedotovit, Lammerit, Langbeinit, Nabokoit, Piypit, Tenorit auftreten.
Bisher konnte Averievit nur an seiner Typlokalität im Bereich der großen Spalteneruption sowie an der nahe gelegenen Fumarole Jadowitaja am zweiten Schlackenkegel des Tolbatschik auf Kamtschatka entdeckt werden (Stand 2020).